# أندرو سكوت (لاعب كرة قاعدة)
أندرو سكوت (بالإنجليزية: Andrew Scott)‏ هو لاعب كرة قاعدة أسترالي، ولد في 22 ديسمبر 1969 في أديلايد في أستراليا.

## وصلات خارجية
- أندرو سكوت على موقع أوليمبيديا (الإنجليزية)